# ميلر فار
ميلر فار (بالإنجليزية: Miller Farr)‏ هو لاعب كرة قدم أمريكية أمريكي، ولد في 8 أبريل 1943 في بومونت في الولايات المتحدة.

## وصلات خارجية
- ميلر فار على موقع مرجع كرة القدم المحترفة.كوم (الإنجليزية)